# Ana Moura
Ana Moura, född 17 september 1979 i Santarém, Portugal, är en portugisisk fadosångerska.

## Biografi
Ana Moura uppträdde på fadoscener i Lissabon innan hon fick sitt internationella genombrott med skivan Guarda-me a Vida na Mão  2003. 2005 medverkade hon i TV-sändningen Fados de Portugal. Andra skivan, Para Além da Saudade (2007), sålde platina i Portugal. Samma år uppträdde hon med  Rolling Stones på Estádio José Alvalade och sjöng No Expectations med Mick Jagger, och 2009 var hon gästsångerska med artisten Prince. Med skivan Desfado från 2012 överskrider hon gränsen för genren fado och hämtar influenser också från bland annat jazz med en för genren otypisk instrumentalisering. Skivan innehåller bland annat en cover på A Case of You av Joni Mitchell. Skivan tillkom i ett samarbete med den amerikanske producenten Larry Klein som också producerade nästföljande skiva, Moura (2015).